# Melukhkha
Melukhkha (talvolta trascritto Meluḫḫa, ma anche Melulha o Melukha) è un termine sumero che indicava un paese straniero con cui l'impero accadico di Sargon commerciava via mare (fine del III millennio a.C.). 
Alcuni studiosi pensano si trattasse dell'attuale Eritrea, ma la maggior parte segue l'opinione di Asko Parpola e del fratello Simo, che ritengono si tratti della civiltà proto-indiana di Harappa. Infatti, pesi e sigilli sumeri sono stati rinvenuti negli scavi tanto di Harappa quanto di Mohenjo-daro (ed un sistema di conversione delle rispettive unità di misura: decimale per i vallindi e sessagesimale per gli accadici). Non sono stati comunque rinvenuti testi bilingui, il che avrebbe permesso la traduzione della misteriosa lingua vallinda.
Il commercio tra i due popoli avveniva, con ogni probabilità, sfruttando la stagionalità dei monsoni, via mare e sottocosta, dal momento che i battelli accadici non erano strutturati per affrontare il mare aperto.
In alcuni testi neo-assiri, che documentano i successi del re assiro Assurbanipal, il termine indica la Nubia.